# Rettori di Campagna e Marittima
Si riportano i governatori della provincia di Campagna e Marittima a partire dal 1553, con il rispettivo titolo e la data di nomina:
- Cardinal Giovanni Battista Cicala, Legato; Monsignor Girolamo Federici Pro-Legato (1553)
- Cardinal Ercole Gonzaga, Governatore Generale (4 settembre 1560)
- Cardinal Francesco Gonzaga, Governatore Generale (9 maggio 1561)
- Cardinal Vitellozzo Vitelli, Governatore Generale (22 agosto 1565)
- Cardinal Benedetto Lomellini, Governatore Generale (1º giugno 1573)
- Monsignor Remulo Valenti, Governatore Generale (24 febbraio 1579)
- Cardinal Marcantonio Colonna, Legato (4 settembre 1585); Monsignor Domenico Ginnasi, Vice-Legato (11 febbraio 1586)
- Monsignor Vincenzo Portico, Governatore generale (9 settembre 1586)
- Monsignor Lorenzo Celso, Governatore generale (12 aprile 1589)
- Monsignor Dionisio Della Ratta, Governatore generale (12 aprile 1591)
- Cardinal Ottavio Acquaviva d'Aragona (1591), Legato
- Monsignor Mario Marzi, Governatore generale (12 aprile 1592)
- Monsignor Angelo Stufa, Governatore generale (20 luglio 1592)
- Monsignor Girolamo Matteucci, Governatore generale (14 luglio 1593)
- Monsignor Giulio Schiaffenati, Governatore generale (12 novembre 1594)
- Monsignor Giovanni Battista Volta, Governatore generale (14 dicembre 1595)
- Francesco Penna, Governatore generale (1600)
- Monsignor Fabrizio Perugini, Governatore generale (26 marzo 1602)
- Monsignor Vincenzo Cansacchi, Governatore generale (1605)
- Monsignor Guglielmo Bevilacqua, Governatore generale (25 settembre 1607)
- Monsignor Orazio Capponi (1610)
- Cardinal Gianfrancesco Guidi di Bagno, Governatore generale (1611)
- Monsignor Vincenzo Giustiniani, Governatore generale (1611)
- Monsignor Giovanni Battista Lancellotti, Governatore generale (1614)
- Monsignor Tiberio Cenci, Governatore Generale (1615)
- Monsignor Ottaviano Prati, Governatore Generale (29 giugno 1653)
- Monsignor Vitaliano Visconti Borromeo, Governatore Generale (1656)
- Carlo Ciceri, Governatore Generale (1658)
- Monsignor Marcantonio Vincentini, Governatore Generale (2 dicembre 1659)
- Monsignor Niccolò Pietro Bargellini, Governatore Generale (1661)
- Monsignor Alessandro Colonna, Governatore Generale (1662)
- Conte Agostino Premoli, Governatore Generale (1664)
- Monsignor Ridolfo Acquaviva, Governatore Generale (22 maggio 1665)
- Monsignor Giovanni Francesco Negroni, Governatore Generale (6 luglio 1666)
- Monsignor Marcello Durazzo, Governatore Generale (18 aprile 1668)
- Monsignor Giuseppe Estense Mosti, Governatore Generale (14 dicembre 1668)
- Monsignor Giambattista Rubini, Governatore Generale (14 gennaio 1673)
- Monsignor Lorenzo Maria Fieschi, Governatore Generale (2 maggio 1674)
- Monsignor Francesco Caraffa, Governatore Generale (21 dicembre 1675)
- Monsignor Giacomo Giandemaria, Governatore Generale (17 febbraio 1685)
- Monsignor Bernardino Inghirami, Governatore Generale (31 agosto 1686)
- Monsignor Nicola Grimaldi, Governatore Generale (10 maggio 1687)
- Monsignor Lorenzo Gherardi, Governatore Generale (18 novembre 1689)
- Monsignor Carlo Bichi, Governatore Generale (17 agosto 1691)
- Monsignor Michelangelo Conti, Governatore Generale (15 novembre 1692)
- Monsignor Francesco Maurizio Gonteri, Governatore Generale (27 aprile 1695)
- Monsignor Giovanni Salviati, Governatore Generale (27 gennaio 1701)
- Monsignor Marcello Albergotti, Governatore Generale (21 gennaio 1702)
- Monsignor Camillo Cellesi, Governatore Generale (16 febbraio 1703)
- Monsignor Francesco Abbati Foscari, Governatore Generale (5 gennaio 1705)
- Monsignor Abondio Rezzonico, Governatore Generale (21 ottobre 1706)
- Monsignor Valerio Rota, Governatore Generale (9 settembre 1709)
- Monsignor Giacinto Pilastri, Governatore Generale (8 maggio 1714)
- Monsignor Giovanni Francesco Leonino, Governatore Generale (19 aprile 1717)
- Monsignor Ludovico Anguisciola, Governatore Generale (19 luglio 1721)
- Monsignor Flavio Ravizza, Governatore Generale (19 agosto 1722)
- Monsignor Cosimo Imperiali, Governatore Generale (16 ottobre 1730)
- Monsignor Carlo Francesco Durini, Governatore Generale (1º luglio 1732)
- Monsignor Enrico Enriquez, Governatore Generale (23 dicembre 1734)
- Monsignor Flavio Ravizza, Governatore Generale (30 aprile 1738)
- Monsignor Angelo Locatelli Martorelli, Governatore Generale (3 aprile 1743)
- Monsignor Carlo Gonzaga, Governatore Generale (4 maggio 1744)
- Monsignor Saverio Dattilo, Governatore Generale (13 settembre 1749)
- Monsignor Paolo Girolamo Massei, Governatore Generale (19 giugno 1751)
- Monsignor Ippolito Francesco Rasponi, Governatore Generale (17 dicembre 1753)
- Monsignor Raniero Finocchietti, Governatore Generale (10 marzo 1755)
- Monsignor Quirico Bolognini, Governatore Generale (28 gennaio 1758)
- Monsignor Giovanni Vitellio Vitelleschi, Governatore Generale (19 febbraio 1760)
- Monsignor Benedetto de Lo Presti, Governatore Generale (28 novembre 1764)
- Monsignor Muzio Gallo, Governatore Generale (5 ottobre 1765)
- Monsignor Giovanni Battista Bussi de Pretis, Governatore Generale (15 novembre 1766)
- Monsignor Giovanni Battista Baldassini, Governatore Generale (7 aprile 1780)
- Monsignor Giovanni Battista Mirelli, Governatore Generale (12 ottobre 1785)
- Monsignor Giovanni Francesco Maria Cacherano, Governatore Generale (13 dicembre 1789)
- Monsignor Gaudenzio Antonini, Governatore Generale (15 ottobre 1792)
- Monsignor Giovanni Carlo Borromeo, Governatore Generale (26 ottobre 1796)
- Monsignor Luigi Lancellotti, Governatore Generale (2 febbraio 1800)
- Monsignor Francesco Brivio, Governatore Generale (4 marzo 1803)
- Monsignor Cesare Nembrini, Governatore Generale (26 luglio 1807)
- Monsignor Fabrizio Turiozzi, Governatore Generale (6 agosto 1808).

Nel 1814, con la restaurazione dello Stato pontificio, monsignor Fabrizio Turiozzi tornò a governare la provincia come Delegato apostolico. Quindi, il motu proprio "Per ammirabile disposizione" di papa Pio VII del 6 luglio 1816 sancì l'istituzione della Delegazione apostolica di Frosinone.